# Dallasiellus californicus
Dallasiellus californicus är en insektsart som först beskrevs av Willis Blatchley 1929.  Dallasiellus californicus ingår i släktet Dallasiellus och familjen taggbeningar. Inga underarter finns listade i Catalogue of Life.